# Моделювання природної мови
Математи́чна моде́ль мо́ви — математична конструкція, яка використовується для опису властивостей природної мови, тобто, для чіткого та однозначного формулювання понять, які необхідні для описання мови.
Як первинні, тобто, задані ззовні, для кожної математичної моделі мови відбираються деякі основні поняття, відношення і операції, що використовуються в теоретичній лінгвістиці, і на їх основі з допомогою математичних (теоретико-множинних, алгебраїчних, логіко-математичних, топологічних, теоретико-ймовірнісних і статистичних) засобів визначаються й описуються інші поняття та відношення — як вже існуючі в теоретичній лінгвістиці (до цього відноситься, наприклад чітке формулювання понять відмінка, роду та частини мови), так і ті, що виникають при точному описанні мови (наприклад, поняття проєктивності).
Основними поняттями математичної моделі мови є поняття вихідного словника, тобто, скінчені множини символів, і ланцюги, тобто, послідовності символів із даного словника. В багатьох математичних моделях мови задається також розбивка словника на класи та відношення між відповідними класами.
Заведено розрізняти два типи математичних моделей мови:
- Аналітичні моделі мови, при побудові яких використовується абстракція актуальної нескінченності, тобто, вся нескінчена сукупність речень мови розглядається як вихідна даність;
- Формальні граматики, в яких використовуються лише абстракція потенційної нескінченості, тобто, кожне речення виникає (породжувані граматики), або розпізнається (розпізнавальні граматики) на деякому кроці спеціально побудованого числення або алгоритму.

## Джерело
- Енциклопедія кібернетики, т. 2, ст. 606.(607)